# Prunèl·lids

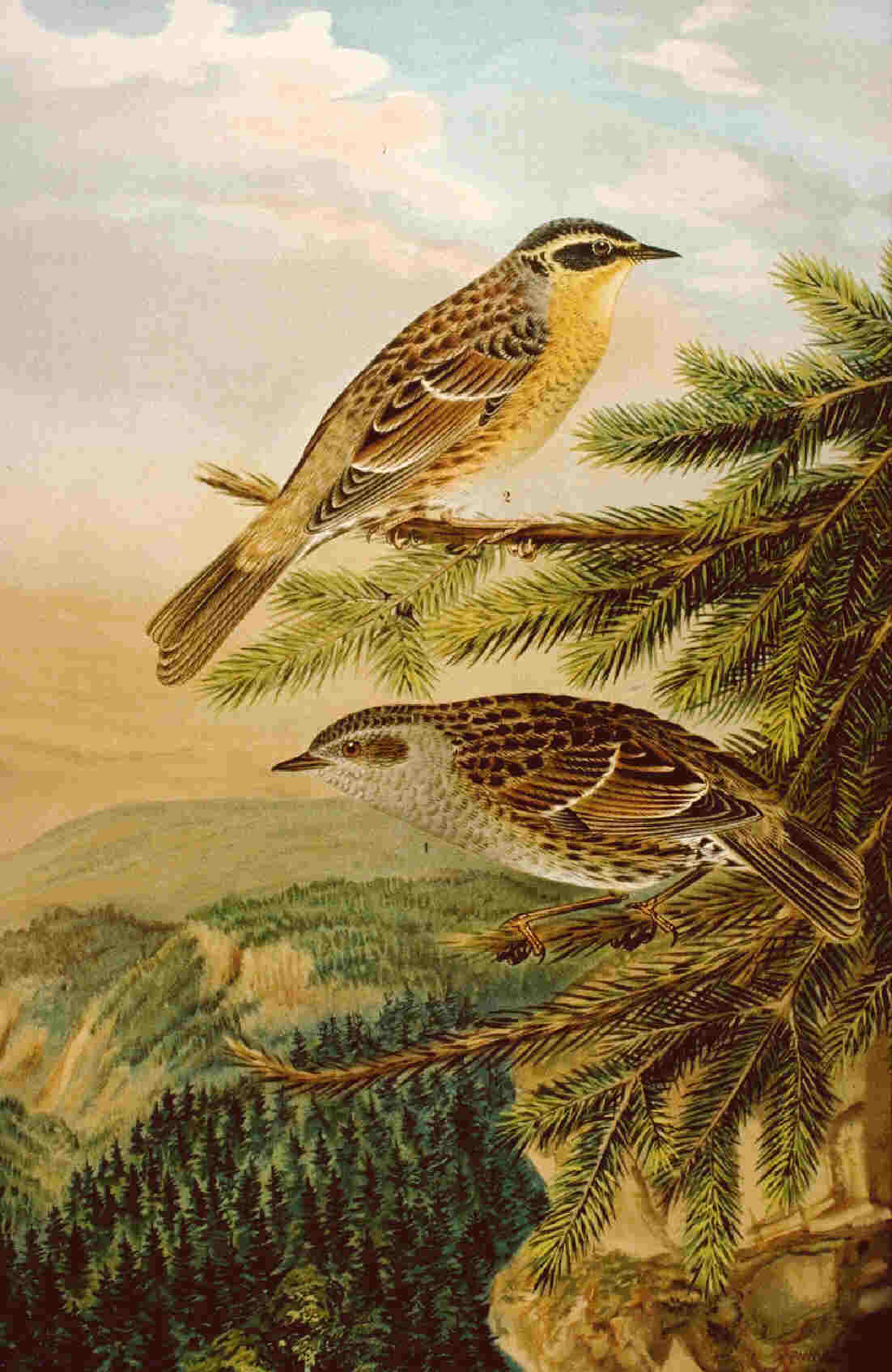
Il·lustració de Prunella montanella (dalt de tot) i de Prunella modularis (a baix) (circa 1905).

Els prunèl·lids (Prunellidae Richmond, 1908) són una família d'ocells de l'ordre dels passeriformes. Comprenen 12 espècies que pertanyen al gènere Prunella. Genèricament són coneguts com a prunel·les.

## Morfologia
- De 15 a 17 cm de llargària.
- Ales arrodonides i amb 10 rèmiges principals.
- Bec recte i prim amb l'extrem lleugerament ganxut.

## Reproducció
Construeixen nius en forma de copa i hi ponen 4 ous amb unes tonalitats vermellenques o blavenques que són covats per tots dos progenitors.

## Alimentació
Mengen insectes a l'estiu i llavors i baies a l'hivern.

## Distribució geogràfica
Viuen a Euràsia.

## Taxonomia
Segons la classificació del Congrés Ornitològic Internacional versió 12,1, 2022 la família dels prunèl·lids està formada per un gènere, Prunella, amb 12 espècies:
- Prunella collaris - cercavores alpí.
- Prunella himalayana - cercavores de l'Himàlaia.
- Prunella rubeculoides - pardal de bardissa pit-roig.
- Prunella strophiata - cercavores pintat.
- Prunella montanella - pardal de bardissa siberià.
- Prunella fulvescens - cercavores bru.
- Prunella ocularis - cercavores de Radde.
- Prunella atrogularis - pardal de bardissa gorjanegre.
- Prunella koslowi - cercavores de Kozlov.
- Prunella modularis - pardal de bardissa europeu.
- Prunella rubida - pardal de bardissa del Japó.
- Prunella immaculata - pardal de bardissa immaculat.